# Strijkkwartet nr. 20 (Holmboe)
De Deense componist Vagn Holmboe voltooide zijn Strijkkwartet nr. 10 in 1985. Het is de laatste van de twintig voltooide genummerde strijkkwartetten, die hij schreef, maar daar aan voorafgaand had hij er al een aantal gecomponeerd. Het is een van de weinige met een subtitel: Notturno.
De strijkkwartetten 17, 18, 19 en 20 vormen in die subtitels één geheel (17: ochtend, 18: overdag; 19:avond; 20: nacht). Ze werden ook nog vlak achter elkaar geschreven (opusnummers respectievelijk 152, 155, 156 en 160). Een andere gelijkenis zit in het aantal delen, zes per strijkkwartet en alle delen zijn relatief kort.
Het strijkkwartet nr. 20 werd alhoewel deel uitmakend van de serie pas na flinke tijdspanne geschreven. Net als de voorganger werkte Holmboe hier met akkoorden op basis van kleine intervallen zoals de kleine secunde en kleine en grote tertsen. Het eerste deel (Tempo guisto) laat een wisseling horen tussen rust en nerveuze drukte. Het tweede deel (Con flessibilita) wiegt in haar 12/8-maatsoort. Deel drie (Andante tranquillo) blijft kalm maar heeft hier en daar een uitbarsting. Deel vier (Vivace) laat een omschakeling zien; de nervositeit wint het van de kalmte. Deel vijf (Adagio) is een deel met lange melodielijnen van de diverse instrumenten, terwijl de andere drie lange tonen aanhouden. In het zesde deel (Allegro expansivo) lijkt Holmboe terug te kijken op zijn gehele oeuvre met melodische lijnen en ritmische verschuivingen. De uitgave Dacapo Records vermeldde voorts dat Holmboe ook zijn muzikale voorbeelden aanhaalt. Carl Nielsen is terug te vinden in de toevoeging "espansiva"; zijn Symfonie nr. 3 draagt de subtitel "espansiva". Bela Bartók wordt aangehaald in de ritmische verschuivingen, bij die Hongaarse componist onder meer terug te vinden in zijn Sonate voor twee piano's en percussie.
Het werk werd op 11 september 1988 voor het eerst uitgevoerd door het Kopenhagen Kwartet.
Strijkkwartet nr. 1 · Strijkkwartet nr. 2 · Strijkkwartet nr. 3 · Strijkkwartet nr. 4 · Strijkkwartet nr. 5 · Strijkkwartet nr. 6 · Strijkkwartet nr. 7 · Strijkkwartet nr. 8 · Strijkkwartet nr. 9 · Strijkkwartet nr. 10 · Strijkkwartet nr. 11 · Strijkkwartet nr. 12 · Strijkkwartet nr. 13 · Strijkkwartet nr. 14 · Strijkkwartet nr. 15 · Strijkkwartet nr. 16 · Strijkkwartet nr. 17 · Strijkkwartet nr. 18 · Strijkkwartet nr. 19 · Strijkkwartet nr. 20
Ongenummerd: Sværm · Quartetto sereno